# دانشگاه پلیس (مجموعه تلویزیونی)
دانشگاه پلیس (انگلیسی: Police University؛ کره‌ای: 경찰수업، ترجمه: کلاس پلیس) یک مجموعهٔ تلویزیونی کره جنوبی است که توسط یو کوان-مو کارگردانی شده‌است و چا ته-هیون، جونگ جین یونگ و کریستال جانگ در آن بازی می‌کنند. این مجموعه پیرامون یک استاد دانشگاه پلیس با ۲۰ سال سابقه در کشف جنایات و یک هکر رایانه‌ای است که به عنوان دانشجوی سال اول به دانشگاه می‌پیوندد. این مجموعه از ۹ اوت تا ۵ اکتبر ۲۰۲۱، دوشنبه و سه‌شنبه‌ها ساعت ۲۱:۳۰ (کی‌اس‌تی) از کی‌بی‌اس۲ روی آنتن رفت.

## خلاصهٔ داستان
این مجموعه، داستان پردیس دانشگاه ملی پلیس را به تصویر می‌کشد. یک پروفسور که ۲۰ سال سابقه در مورد قتل جنایی و تحقیقات سایبری دارد، با هکر سابق کانگ سون-هو و اوه کانگ-هی که یک دانشجوی سال اول باهوش است، یک تیم برای تحقیقات مشترک تشکیل می‌دهد. این مجموعه همچنین نشان دهندهٔ کشمکش و هماهنگی میان استاد و دانشجویان است.

## بازیگران

### بازیگران اصلی
- چا ته-هیون در نقش یو دونگ-مان[۱]

یک پروفسور در دانشگاه ملی پلیس با ۲۰ سال سابقه در هر بخش از کارآگاه قتل تا تحقیقات سایبری
- جونگ جین یونگ در نقش کانگ سون-هو[۸]

دانشجوی سال اول در دانشگاه ملی پلیس، یک هکر مجرم سابق
- کریستال جانگ در نقش اوه کانگ-هی

دانشجوی سال اول در دانشگاه ملی پلیس

### بازیگران مکمل

#### آکادمی پلیس بزرگسالان
- هونگ سو-هیون در نقش چوی هی-سو
- لی جونگ هیوک در نقش کوان هیوک-پیل[۹]
- سو یه-هوا در نقش بک-هی[۱۰]
- کانگ شین-ایل در نقش سو سانگ-هاک
- شین سونگ-هوان در نقش مدیر عاملِ 'Gossi Beer'[۱۱]

#### دانشجویان سال اول کالج پلیس
- چو یونگ-وو در نقش پارک مین-گیو[۱۲]
- لی دال در نقش رو بوم-ته[۱۳]
- یو یونگ-جه در نقش جو جون-ووک[۱۴]
- پارک سون-یون در نقش مین جه-کیونگ
- لی دو-هون در نقش چا سونگ-سو
- ها جون-جونگ در نقش پارک دون-گو
- مین چه-اون در نقش آن هه-جو[۱۵]
- Ain در نقش جو سونگ-اون

#### ارشدهای کالج پلیس
- کیم جونگ-هون در نقش هان مین-گوک[۱۶]
- کیم جه-این در نقش یون نا-ره
- بیون سو-یون در نقش اون‌جو لی
- کیم ته-هون در نقش کانگ میونگ-جونگ
- یو هیون-جونگ در نقش بیون ته-جین

#### مردم محلی
- سونگ جین-وو در نقش پارک چول-جین
- یون جین-هو در نقش لیدر تیم چوی
- چوی سو-وون در نقش جونگ یونگ-جانگ
- یو ته-وونگ در نقش رئیس دپارتمان دهه ۵۰، مدیر تحقیقات دفتر منطقه ای سئول

#### خانواده اوه کانگ-هی
- کیم یونگ سون در نقش اوه جونگ-جا، مادر کانگ-هی[۱۷]

#### سایر بازیگران
- چوی وو-سونگ در نقش یون سونگ-بوم[۱۸]
- اوه مان-سوک در نقش یون تک-ایل
- لی سونگ-وو در نقش جانگ پرو[۱۹]

### حضور ویژه
- سونگ یونگ-جه در نقش آشنای طولانی کانگ سون-هو[۲۰]
- کیم کوانگ-کیو در نقش معلم هم‌اتاقی کانگ سون-هو (قسمت ۱)[۲۱]
- هوانگ سونگ-اون در نقش کیم اون-جو، دوست‌دختری که در گذشته به دونگ-مان قول داده بود.[۲۲]

## تولید

### بازیگران
در ۱۸ مارس ۲۰۲۱، آژانس یو یونگ-جه حضور او را در این مجموعه تأیید کرد. در ۱۶ ژوئن صحنه‌های نخستین جلسهٔ فیلمنامه خوانی در سایت منتشر شد.

### فیلم‌برداری
در ۱۲ ژوئن ۲۰۲۱، برنامه فیلم‌برداری این مجموعه در شهر چئونگجو، چئونگ‌جو، چئونگوون برنامه‌ریزی شد. در ۲۲ ژوئن گزارش شد که نتیجهٔ تست کووید ۱۹ یک کارمند خارجی مثبت است. گروه بازیگران و سایر کارکنان نیز مورد آزمایش قرار گرفتند و همهٔ آن‌ها از نظر سرایت منفی بودند. طبق دستورالعمل‌های مقامات بهداشتی، تیم تولید موقتاً فیلم‌برداری را متوقف کرده‌است.

## انتشار
دانشگاه پلیس در ۹ اوت ۲۰۲۱، به‌طور همزمان از کی‌بی‌اس۲ و رسانهٔ استریم ویو (WAAVE) پخش شد. این مجموعه برای استریم آنلاین در ویو، در دسترس است.

## آمار بینندگان
| فصل | فصل | شمارهٔ قسمت | شمارهٔ قسمت | شمارهٔ قسمت | شمارهٔ قسمت | شمارهٔ قسمت | شمارهٔ قسمت | شمارهٔ قسمت | شمارهٔ قسمت | شمارهٔ قسمت | شمارهٔ قسمت | شمارهٔ قسمت | شمارهٔ قسمت | شمارهٔ قسمت | شمارهٔ قسمت | شمارهٔ قسمت | شمارهٔ قسمت | میانگین |
| فصل | فصل | ۱          | ۲          | ۳          | ۴          | ۵          | ۶          | ۷          | ۸          | ۹          | ۱۰         | ۱۱         | ۱۲         | ۱۳         | ۱۴         | ۱۵         | ۱۶         | میانگین |
| --- | --- | ---------- | ---------- | ---------- | ---------- | ---------- | ---------- | ---------- | ---------- | ---------- | ---------- | ---------- | ---------- | ---------- | ---------- | ---------- | ---------- | ------- |
|     | ۱   | ۰٫۹۷۳      | ۱٫۳۶۰      | ۱٫۲۵۴      | ۱٫۵۷۱      | ۱٫۲۵۵      | ۱٫۵۲۵      | ۱٫۲۶۹      | ۱٫۲۸۶      | ۱٫۱۴۵      | ۱٫۲۹۱      | ۱٫۰۶۰      | ۱٫۲۵۵      | ۱٫۱۰۱      | ۱٫۰۸۱      | ۱٫۰۸۵      | ۱٫۱۵۱      | ۱٫۲۲۹   |

| قسمت | تاریخ پخش اصلی  | میانگین سهم مخاطب | میانگین سهم مخاطب | میانگین سهم مخاطب |
| قسمت | تاریخ پخش اصلی  | Nielsen Korea     | Nielsen Korea     | TNmS              |
| قسمت | تاریخ پخش اصلی  | سراسر کشور        | سئول              | سراسر کشور        |
| --- | --------------- | ----------------- | ----------------- | ----------------- |
| ۱ | ۹ اوت ۲۰۲۱      | ۵٫۲٪ (هجدهم)      | ۵٫۲٪ (شانزدهم)    | —                 |
| ۲ | ۱۰ اوت ۲۰۲۱     | ۶٫۵٪ (یازدهم)     | ۶٫۳٪ (هشتم)       | —                 |
| ۳ | ۱۶ اوت ۲۰۲۱     | ۶٫۸٪ (دوازدهم)    | ۷٫۲٪ (دهم)        | ۶٫۴٪ (دوازدهم)    |
| ۴ | ۱۷ اوت ۲۰۲۱     | ۸٫۵٪ (ششم)        | ۸٫۴٪ (چهارم)      | ۷٫۵٪ (نهم)        |
| ۵ | ۲۳ اوت ۲۰۲۱     | ۶٫۹٪ (یازهم)      | ۶٫۹٪ (دوازدهم)    | ۶٫۳٪ (شانزدهم)    |
| ۶ | ۲۴ اوت ۲۰۲۱     | ۸٫۳٪ (پنجم)       | ۸٫۳٪ (چهارم)      | ۸٫۳٪ (هفتم)       |
| ۷ | ۳۰ اوت ۲۰۲۱     | ۶٫۷٪ (نهم)        | ۶٫۳٪ (نهم)        | ۵٫۵٪ (چهاردهم)    |
| ۸ | ۳۱ اوت ۲۰۲۱     | ۷٫۱٪ (دهم)        | ۷٫۰٪ (نهم)        | ۷٫۰٪ (دوازدهم)    |
| ۹ | ۶ سپتامبر ۲۰۲۱  | ۶٫۱٪ (سیزدهم)     | ۶٫۳٪ (نهم)        | ۵٫۶٪ (شانزدهم)    |
| ۱۰ | ۷ سپتامبر ۲۰۲۱  | ۶٫۹٪ (یازهم)      | ۷٫۰٪ (نهم)        | ۶٫۳٪ (دوازدهم)    |
| ۱۱ | ۱۳ سپتامبر ۲۰۲۱ | ۵٫۵٪ (چهاردهم)    | ۵٫۳٪ (پانزدهم)    | ۵٫۵٪ (پانزدهم)    |
| ۱۲ | ۱۴ سپتامبر ۲۰۲۱ | ۶٫۵٪ (یازهم)      | ۶٫۶٪ (هفتم)       | ۵٫۶٪ (سیزدهم)     |
| ۱۳ | ۲۷ سپتامبر ۲۰۲۱ | ۵٫۴٪ (شانزدهم)    | ۵٫۰٪ (نوزدهم)     | ۵٫۳٪ (شانزدهم)    |
| ۱۴ | ۲۸ سپتامبر ۲۰۲۱ | ۶٫۰٪ (یازهم)      | ۶٫۲٪ (هفتم)       | ۵٫۸٪ (سیزدهم)     |
| ۱۵ | ۴ اکتبر ۲۰۲۱    | ۵٫۵٪ (پانزدهم)    | ۵٫۲٪ (شانزدهم)    | ۵٫۸٪ (پانزدهم)    |
| ۱۶ | ۵ اکتبر ۲۰۲۱    | ۶٫۳٪ (یازدهم)     | ۶٫۴٪ (هشتم)       | ۵٫۵٪ (چهاردهم)    |
| میانگین | میانگین         | ۶٫۵٪              | ۶٫۵٪              | ۶٫۲٪              |
| - در جدول بالا، اعداد آبی کمترین رتبه را دارند و اعداد قرمز بیشترین رتبه را نشان می‌دهند. - ن/م نشان می‌دهد که این رتبه‌بندی مشخص نیست. - قسمت‌های ۱۳ و ۱۴ در تاریخ ۲۰ و ۲۱ سپتامبر، به علت تعطیلات چوسوک پخش نشدند. |                 |                   |                   |                   |